# Margaret Mayall
Margaret Walton Mayall ( 27 de enero de  1902 – 6 de diciembre de 1995) fue una astrónoma estadounidense.

## Trabajo
Mayall trabajó para Annie Jump Cannon como una computadora de Harvard. Se centró en la fotometría y en las clases espectrales de estrellas viables, publicó artículos sobre estas materias. Fue la Directora del American Association of Variable Star Observers desde 1949 hasta 1973. En 1958, ganó el Premio Annie Jump Cannon en Astronomía. Su marido era Newton Mayall.